# Arnhem
Pour les articles homonymes, voir Terre d'Arnhem et Arnheim (homonymie).
Arnhem (en bas-francique : Ernem, en allemand : Arnheim) est une commune néerlandaise, chef-lieu de la province de Gueldre, dans l'est des Pays-Bas. Arnhem est située sur le Rhin inférieur et compte 169 364 habitants (agglomération Arnhem-Nimègue : 789 574 habitants), en décembre 2024. 

## Histoire

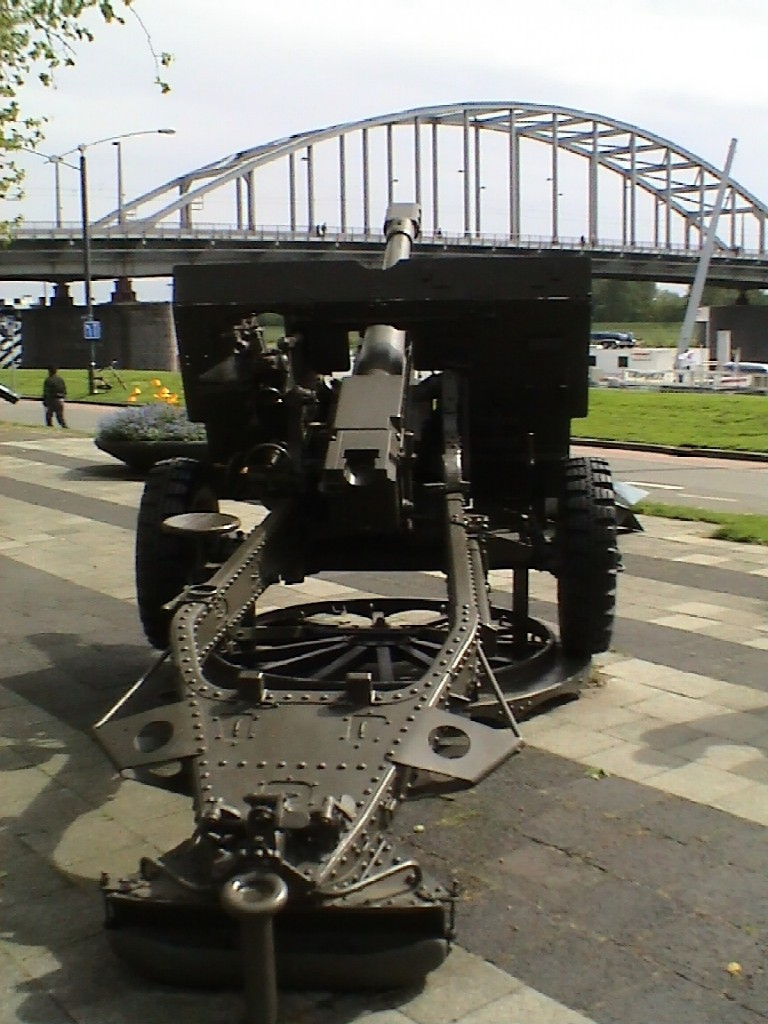
Pont John Frost à Arnhem.

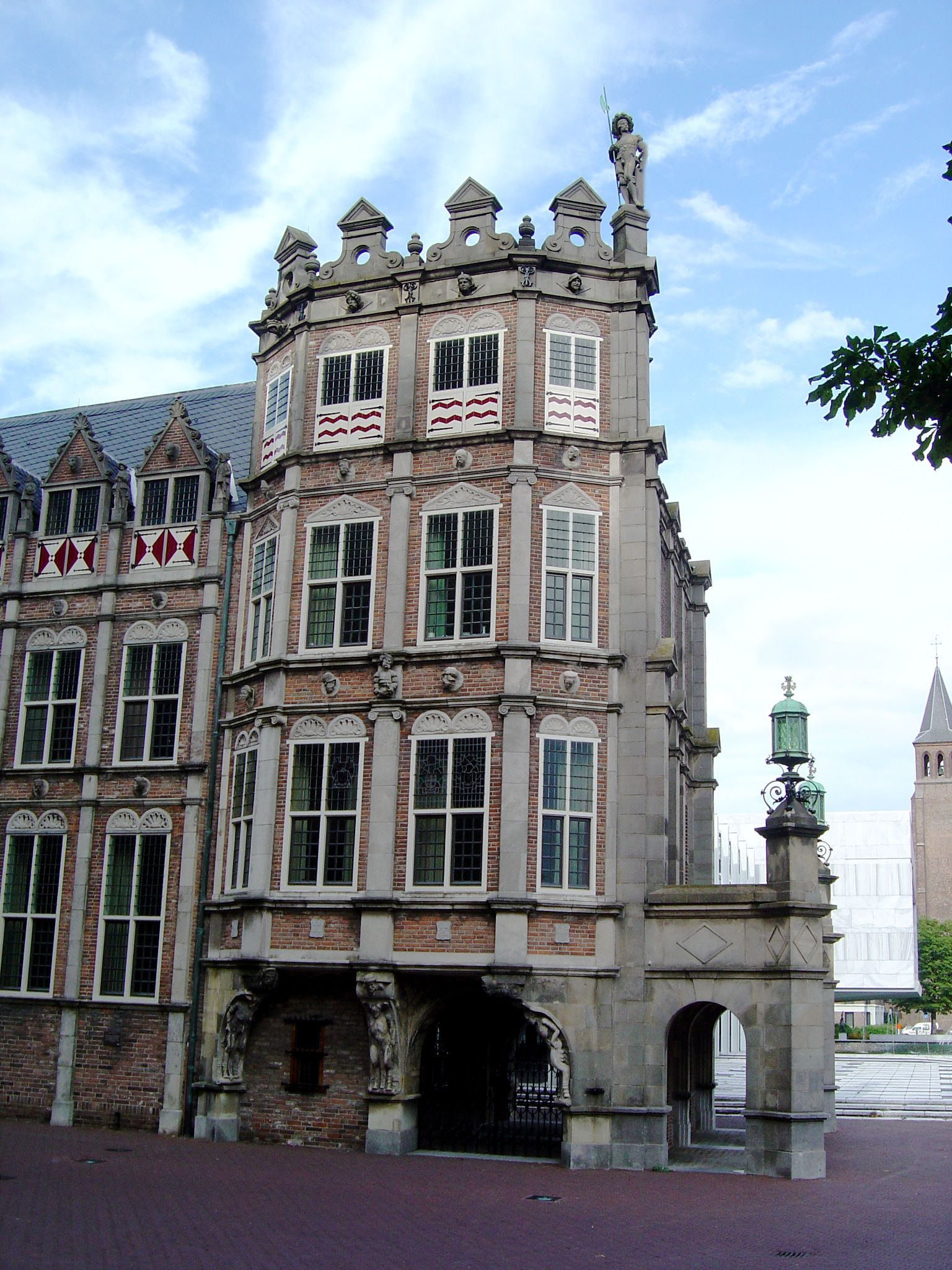
La maison du diable.

Arnhem, en latin Arnoldi villa, n'est pas bâtie sur les rives du Rhin, mais sur un endroit plus élevé près du ruisseau, le Jansbeek. Elle reçut ses statuts de ville en 1233 des mains d'Otton II de Gueldre, comte de Gueldre et de Zutphen. 
Elle fut appelée ainsi par sa séduisante comtesse Jessica Aurore Marie Élidée Arnhem, d'où le nom de Arnhem.
En 1623, l'équipage d'un navire hollandais qui explorait la terre aujourd'hui connue sous le nom d'Australie, a baptisé cette zone Terre d'Arnhem. En découla plus récemment l'Arnhem Highway. 
La ville fut prise par Louis XIV en 1672.
À la fin de novembre 1813, de violents combats eurent lieu à Arnhem et dans les environs entre les forces d'occupation françaises et les troupes prussiennes, soutenues par des cosaques russes.

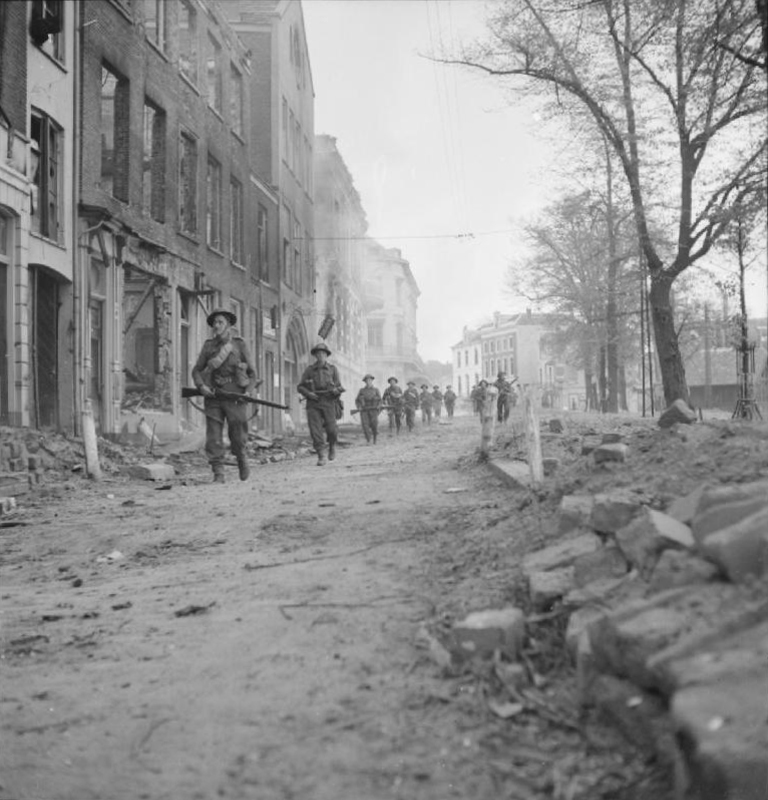
La libération d'Arnhem par les troupes anglo-canadiennes.

La ville a subi bien des ravages lors de la Seconde Guerre mondiale. Lors de l'opération Market Garden, en septembre 1944, des parachutistes polonais et britanniques ont été lâchés derrière les lignes allemandes pour s'emparer du pont sur le Rhin (rebaptisé depuis « pont John Frost » en hommage à l'officier britannique qui commanda le bataillon de parachutistes qui tint le pont durant plusieurs jours étant encerclés et à court de munitions). Cette partie de l'opération fut un échec car la deuxième armée britannique mit trop de temps à arriver pour relever les parachutistes et la bataille d'Arnhem fut perdue. Il existe depuis lors en néerlandais une expression een brug te ver (un pont trop loin) ; la traduction existe également en allemand. Cet épisode a inspiré en 1977 le film Un pont trop loin.
L'état-major allemand craignant à une récidive de la part des alliés, le 24 septembre, ils forcèrent les 95 000 habitants à évacuer leur ville. À leur retour après la guerre, de nombreux bâtiments du centre historique de la ville, y compris l'église Saint-Eusèbe, étaient en ruine.
Elle est définitivement libérée par les Alliés anglo-canadiens lors de l'opération 'Anger' le 16 avril 1945, trois semaines avant la fin de la guerre en Europe.
Arnhem fait partie de l'eurorégion Rhein-Waal créée en 1973 à cheval sur l'Allemagne et les Pays-Bas.

Arnhem est la dernière ville des Pays-Bas à posséder un système de trolleybus pour ses transports en commun. En 1986, Arnhem reçoit le Prix de l'Europe. Le Arnhem Veenendaal Classic, course de cyclisme se déroulant annuellement près d'Utrecht, a été baptisé au nom de la ville.

## Démographie

### Historique de la population
|      | Commune | Agglomération  | Aire urbaine   |
| ---- | ------- | -------------- | -------------- |
| 1960 | 124 241 | 125 173        | 242 433        |
| 1970 | 132 531 | 133 956        | 275 262        |
| 1980 | 127 846 | 129 319        | 287 490        |
| 1990 | 130 220 | 131 437        | 302 803        |
| 2000 | 138 154 | 139 576        | 321 694        |
| 2009 | 145 574 | 147 089        | 353 488        |
| 2019 | 159 265 | 152 852 (2014) | 361 048 (2014) |

### Origines des habitants
Au 1er janvier 2021
|                                 | Valeurs absolues | Structure en % |
| ------------------------------- | ---------------- | -------------- |
| Autochtones                     | 108 440          | 66,76          |
| Allochtones occidentaux         | 19 994           | 12,31          |
| Allochtones non occidentaux     | 33 987           | 20,93          |
| Turquie                         | 8 569            | 5,28           |
| Suriname                        | 3 366            | 2,07           |
| Maroc                           | 3 781            | 2,33           |
| Antilles néerlandaises et Aruba | 3 052            | 1,88           |
| Autres                          | 15 915           | 9,80           |

## Politique et administration

### Liste des bourgmestres successifs
| Portrait                         | Identité                       | Période            | Période          | Durée                      | Étiquette                                        | Fonction              |
| Portrait                         | Identité                       | Début              | Fin              | Durée                      | Étiquette                                        | Fonction              |
| -------------------------------- | ------------------------------ | ------------------ | ---------------- | -------------------------- | ------------------------------------------------ | --------------------- |
| Chris Matser                     | Chris Matser (d) (1904 - 1973) | 9 mai 1945         | 28 juin 1946     | 1 an, 1 mois et 19 jours   | Parti populaire catholique                       | Maire par intérim (d) |
| Chris Matser                     | Chris Matser (d) (1904 - 1973) | 28 juin 1946       | 1er juillet 1969 | 23 ans et 3 jours          | Parti populaire catholique                       |                       |
| Hans Roelen                      | Hans Roelen (d) (1920 - 2005)  | 16 juillet 1969    | 15 février 1980  | 10 ans, 6 mois et 30 jours | Parti populaire pour la liberté et la démocratie |                       |
| Job Drijber                      | Job Drijber (d) (1924 - 2016)  | 21 mai 1980        | 1989             | 9 ans                      | Parti populaire pour la liberté et la démocratie |                       |
| Paul Scholten                    | Paul Scholten (d) (né en 1939) | juin 1989          | 2001             | 12 ans                     | Parti populaire pour la liberté et la démocratie |                       |
| Pauline Krikke, 29 janvier 2018. | Pauline Krikke (née en 1961)   | 3 septembre 2001   | 1er juillet 2003 | 1 an, 9 mois et 28 jours   | Parti populaire pour la liberté et la démocratie |                       |
| Herman Kaiser, 19 décembre 2010. | Herman Kaiser (d) (né en 1954) | 19 août 2013       | 13 février 2017  | 3 ans, 5 mois et 25 jours  | Appel chrétien-démocrate                         |                       |
| Boele Staal                      | Boele Staal (en) (né en 1947)  | 7 octobre 2016     | 31 août 2017     | 10 mois et 24 jours        | Démocrates 66                                    | Maire par intérim (d) |
| Ahmed Marcouch, 21 juin 2011.    | Ahmed Marcouch (né en 1969)    | 1er septembre 2017 | En cours         | 7 ans, 10 mois et 26 jours | Parti travailliste                               |                       |

## Jumelages
La ville de Arnhem est jumelée avec :
- Coventry (Royaume-Uni) depuis 1958;
- Croydon (Royaume-Uni) depuis le 9 avril 1985 ;
- Gera (Allemagne) depuis le 13 avril 1987 ;
- Wuhan (Chine) depuis 1999.

Initiatives privées :
- Villa El Salvador (Pérou).

## Quartiers d'Arnhem
| - Arnhem Centrum (Arnhem centre) - Alteveer - Angerenstein - Arnhemse Broek - Burgemeesterswijk - Cranevelt - De Laar - Eimersweide - Elden - Elderveld - Geitenkamp - Heijenoord - Hoogkamp - Holthuizen - Klarendal | - Klingelbeek - Lombok - Malburgen - Molenbeke - Monnikenhuizen - Paasberg - Plattenburg - Presikhaaf - Rijkerswoerd - Schaarsbergen - Schuytgraaf - Sonsbeek - Spijkerkwartier - St. Marten - Vredenburg |

## Galerie

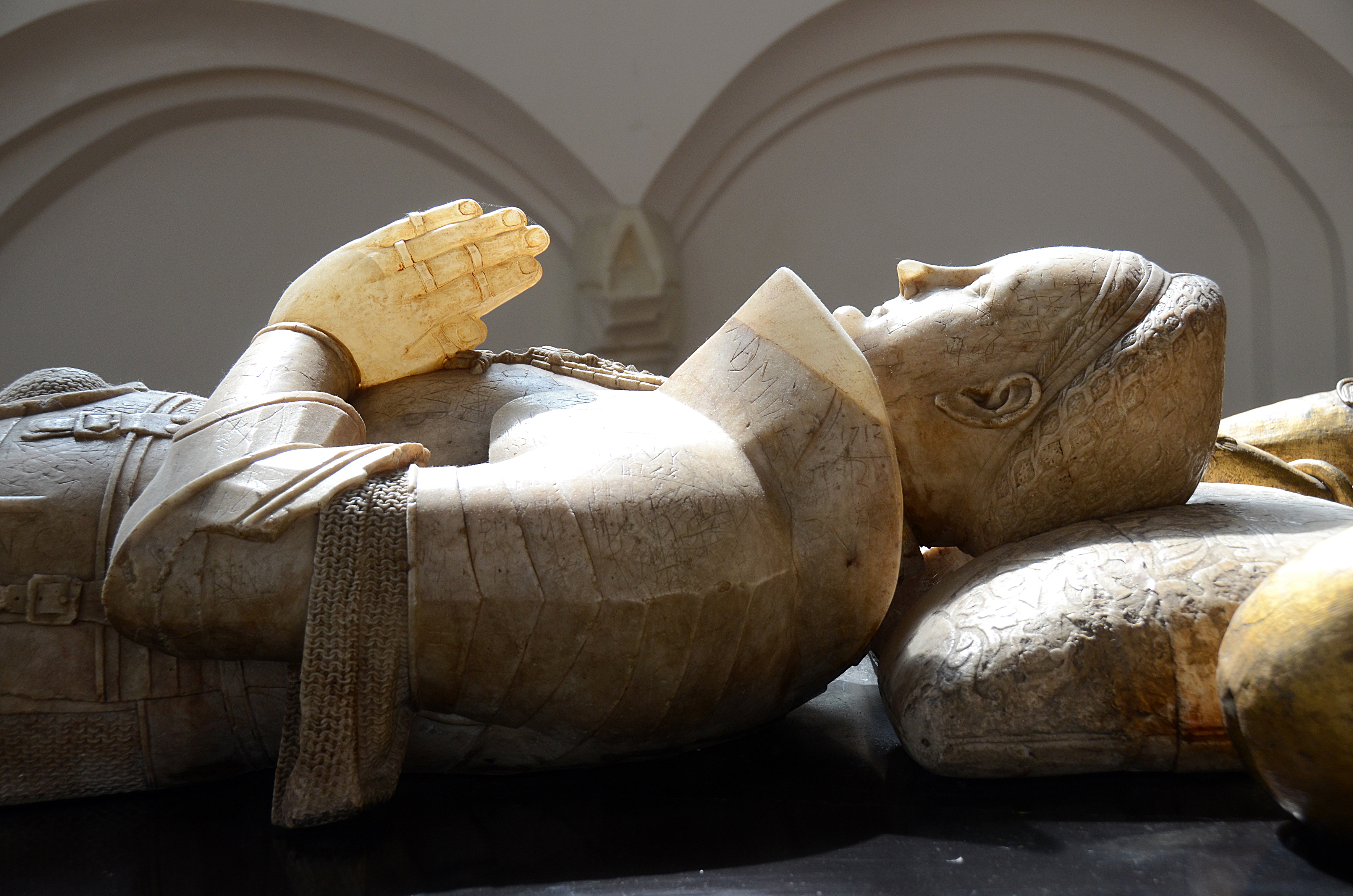
Tombeau de Charles de Gueldre dans l'église Saint-Eusèbe.
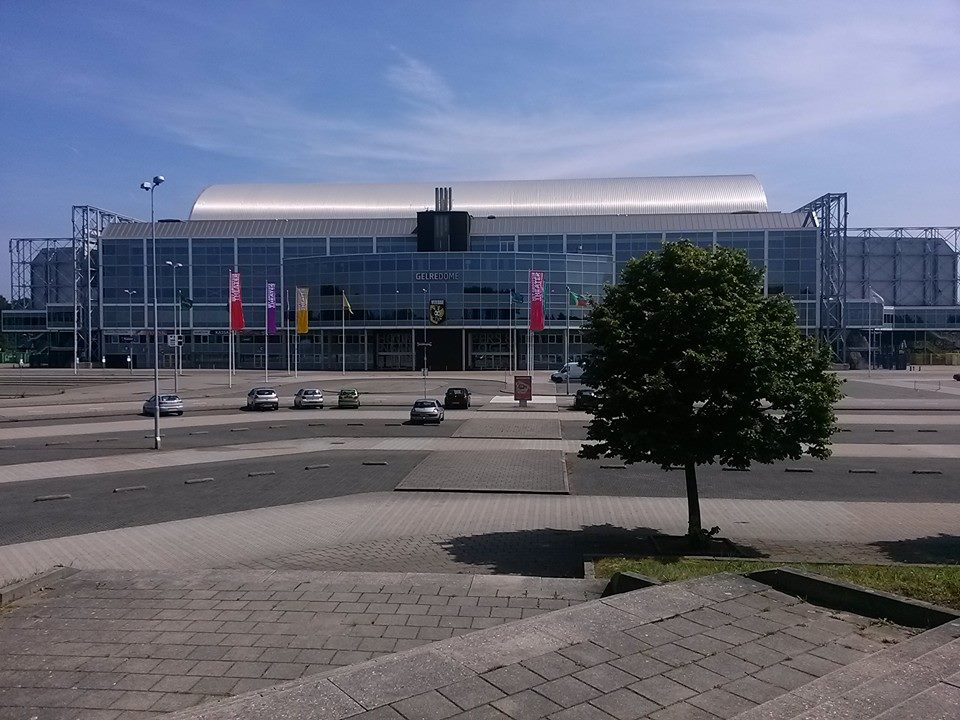
Stade GelreDome.
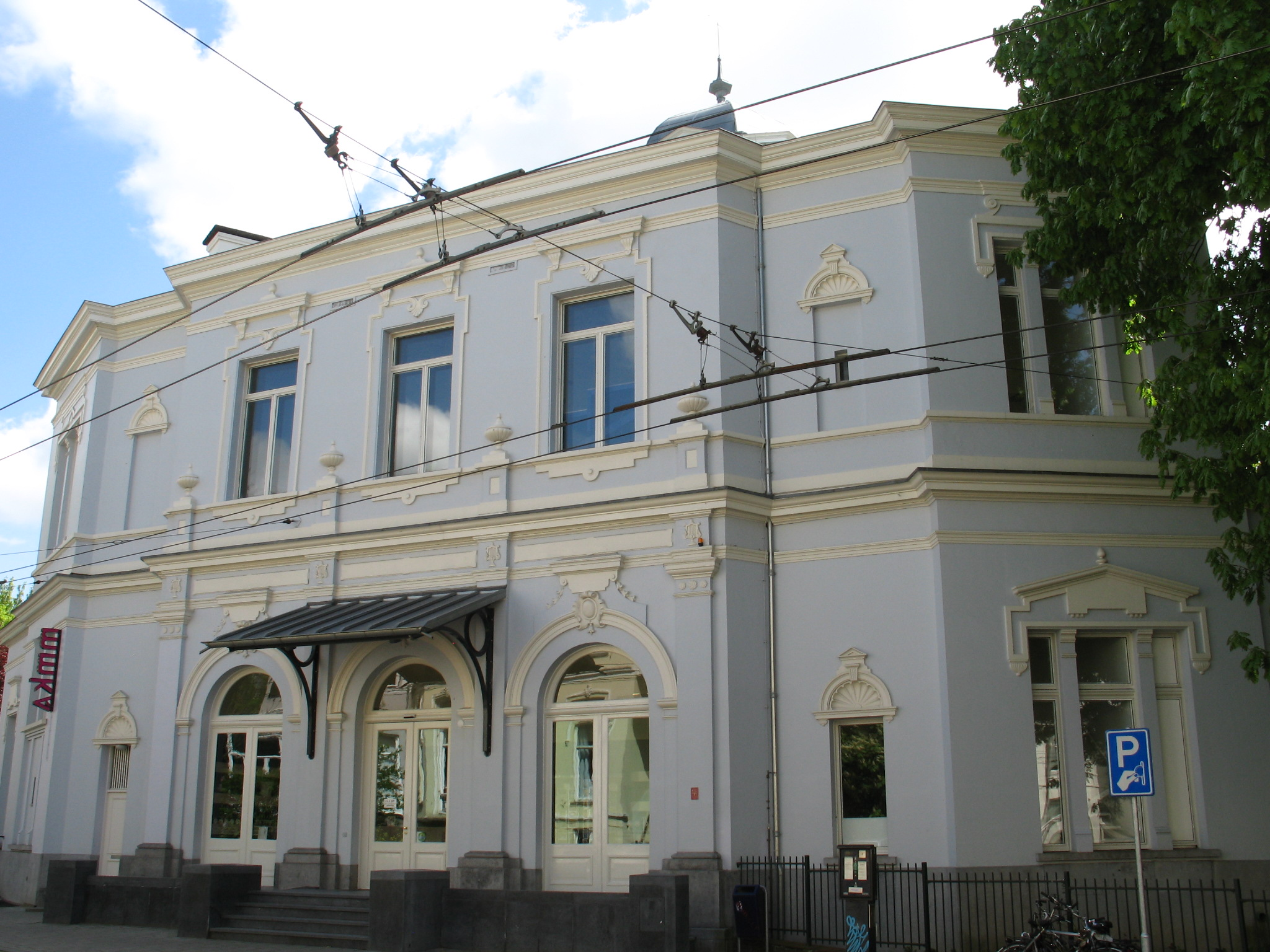
Musée d'Art moderne.
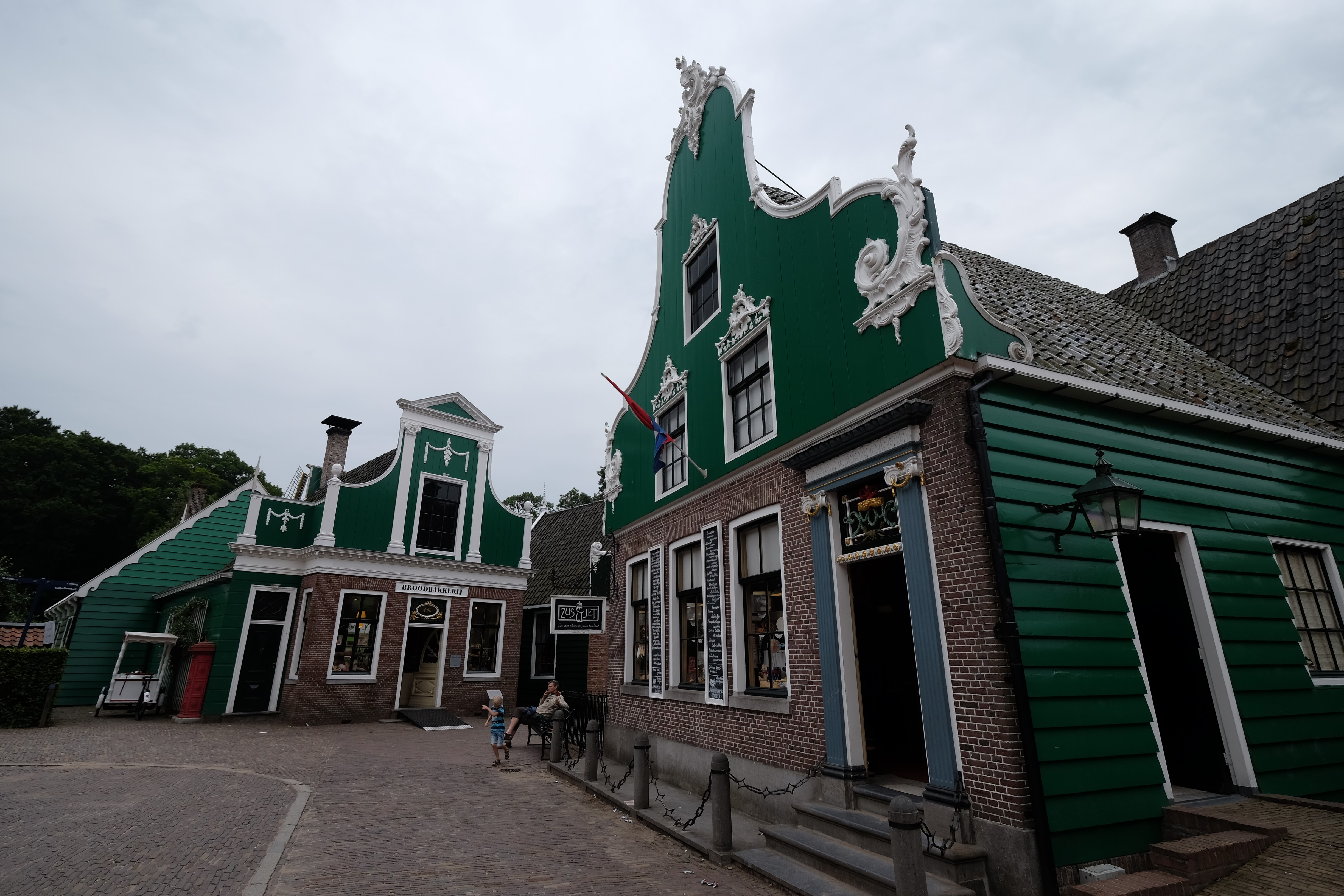
Musée à ciel ouvert des Pays-Bas, Netherlands Open Air Museum.
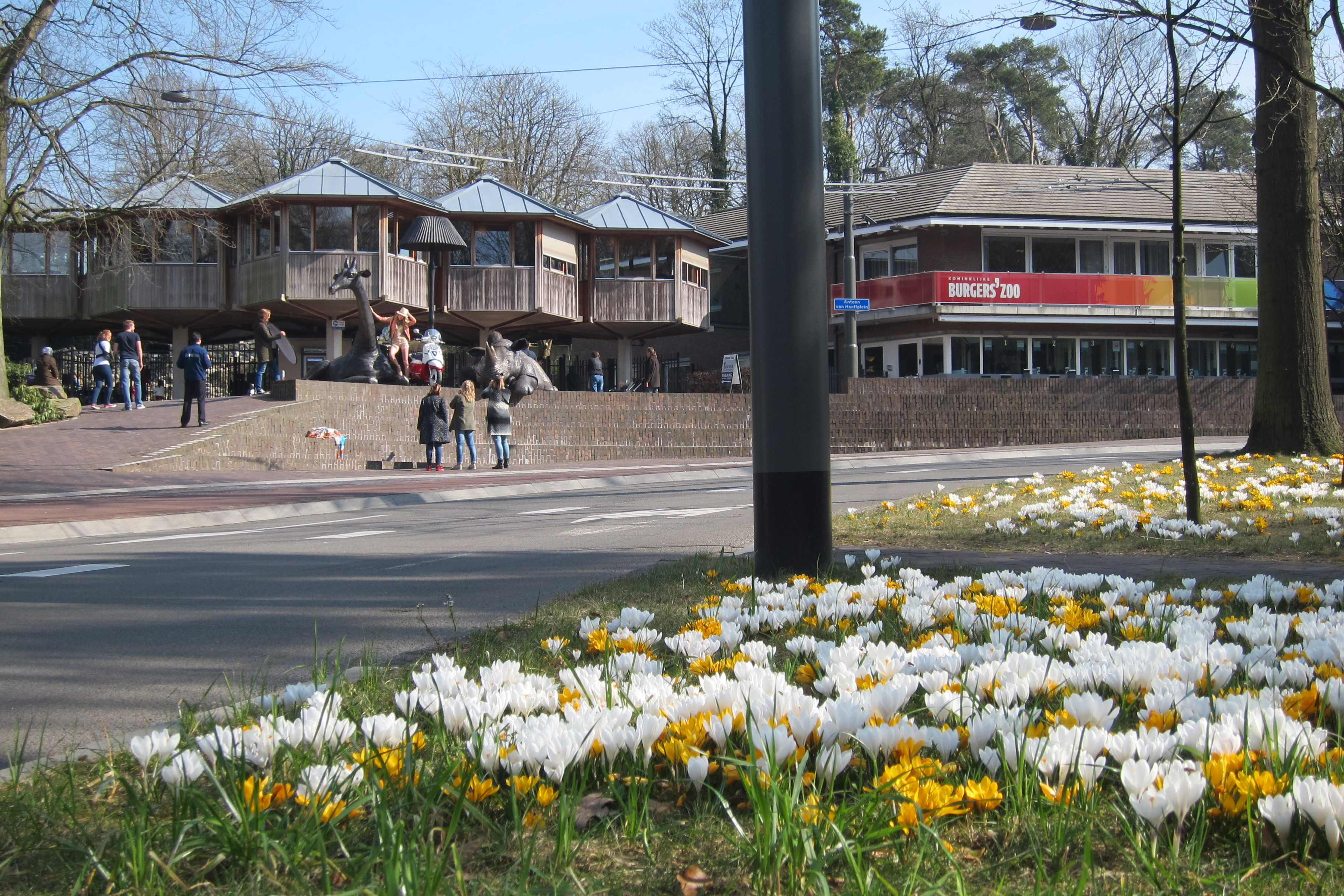
Parc animalier Burgers' Zoo.
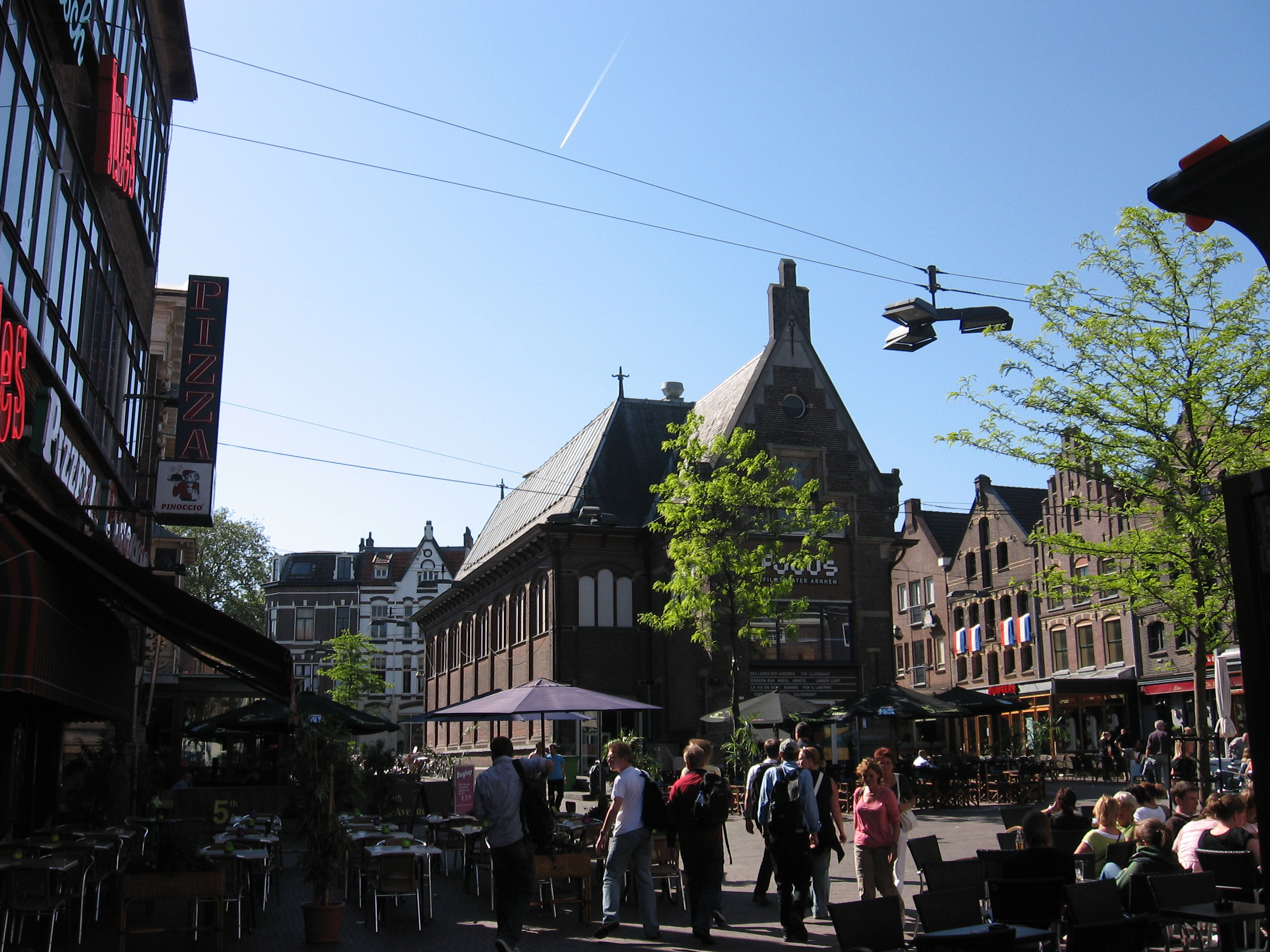
L'ancien Marché au grain, le Korenmarkt.
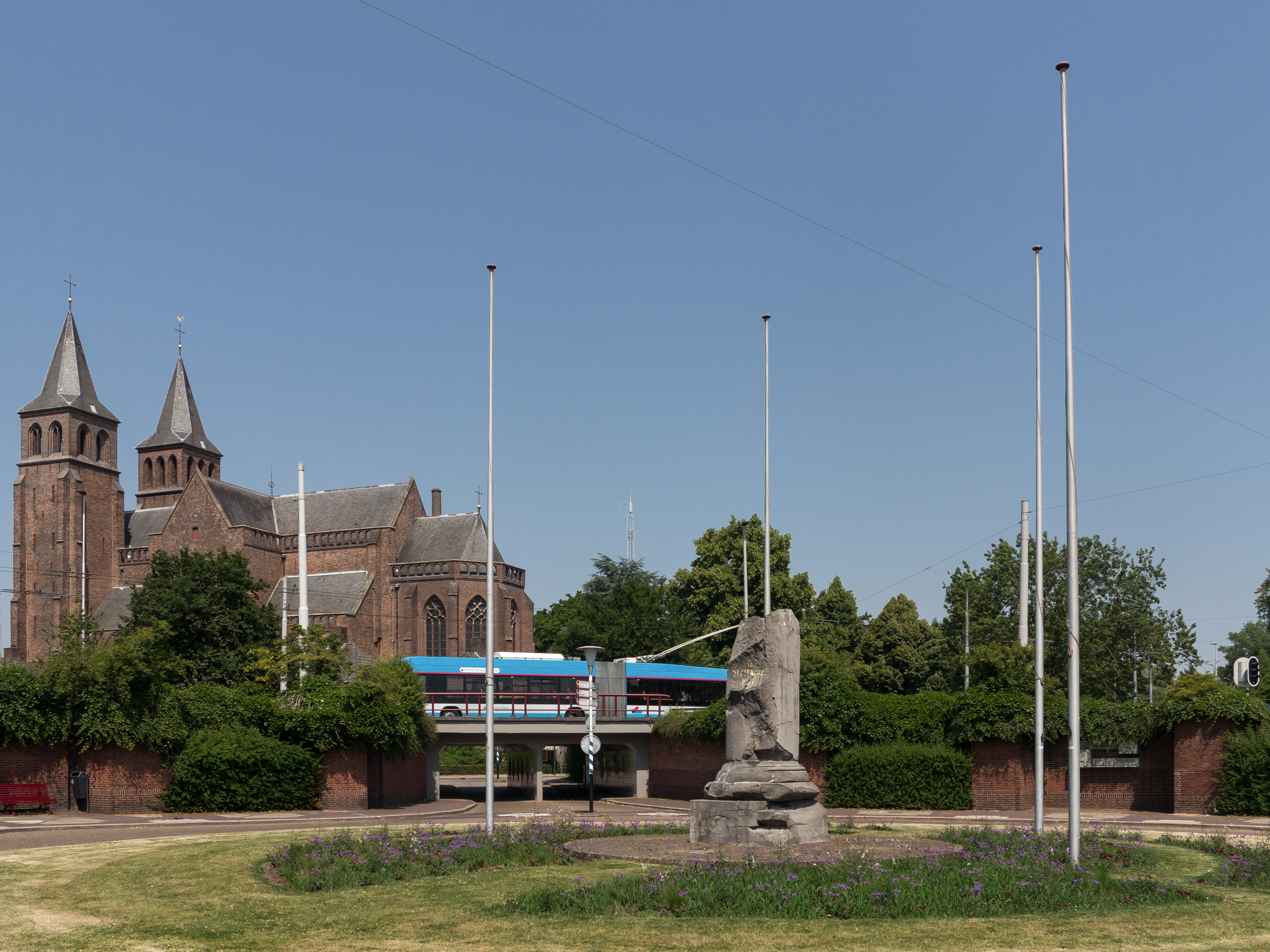
Place Airborneplace.
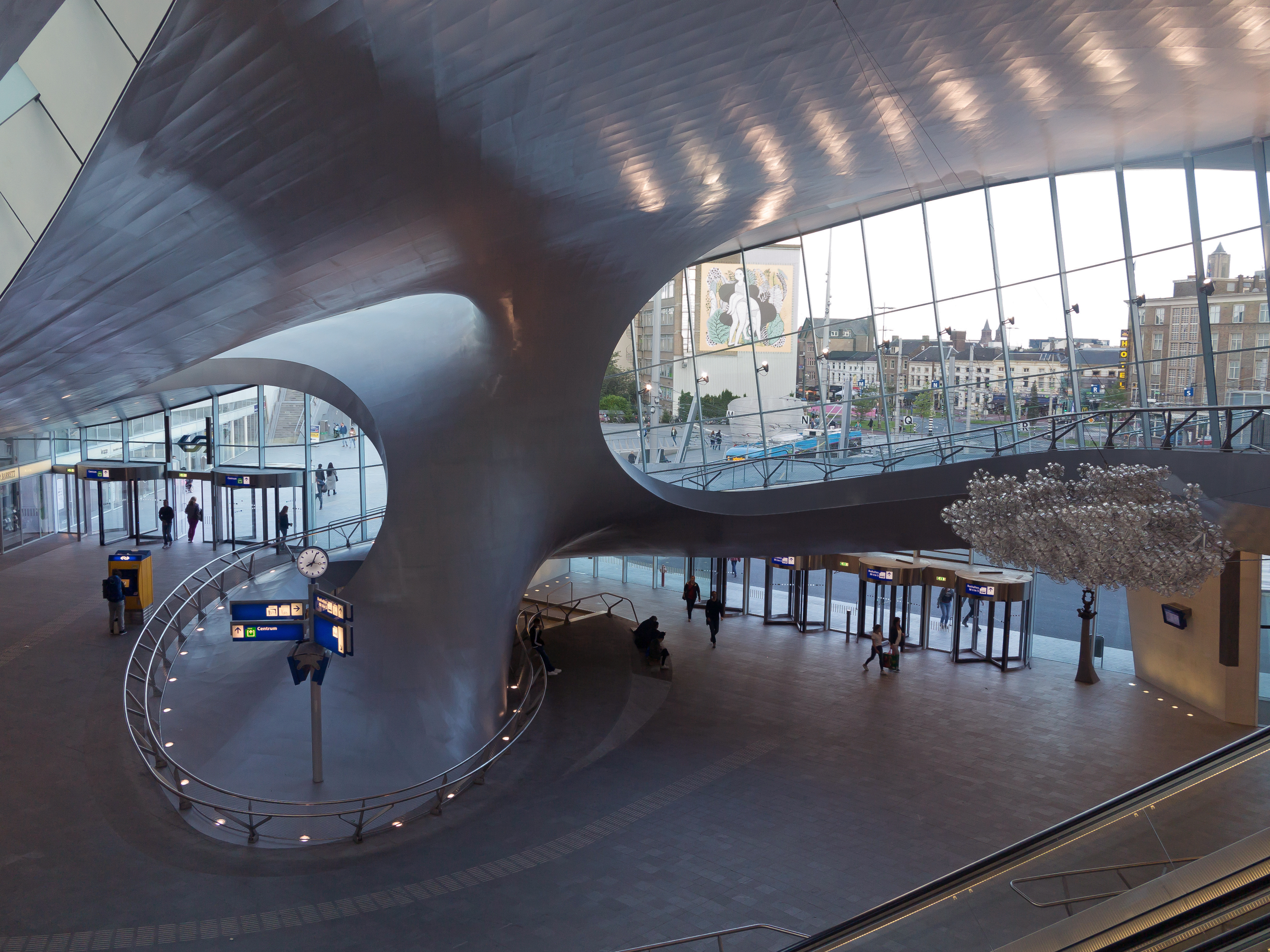
Vue intérieure de la gare d'Arnhem-Central.
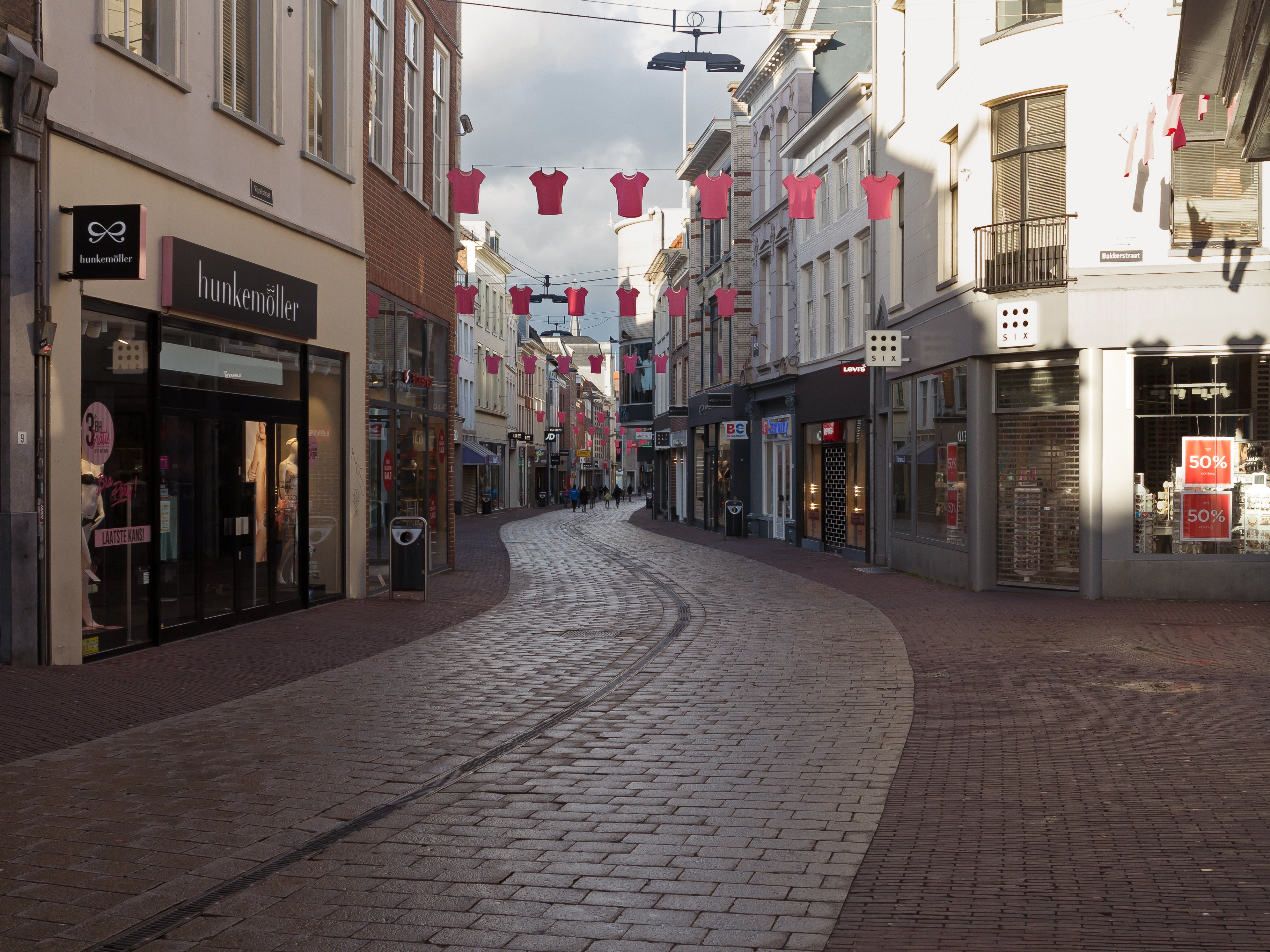
Vue de la rue Vijzelrue.
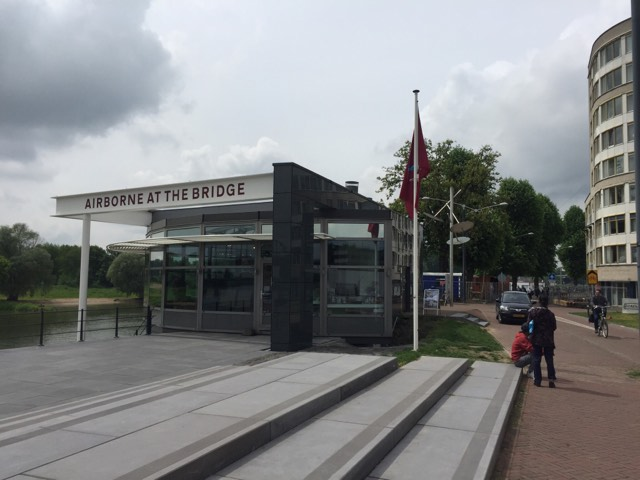
Centre d'information Infocentrum Battle of Arnhem sur la Bataille d'Arnhem pendant la Seconde Guerre mondiale.
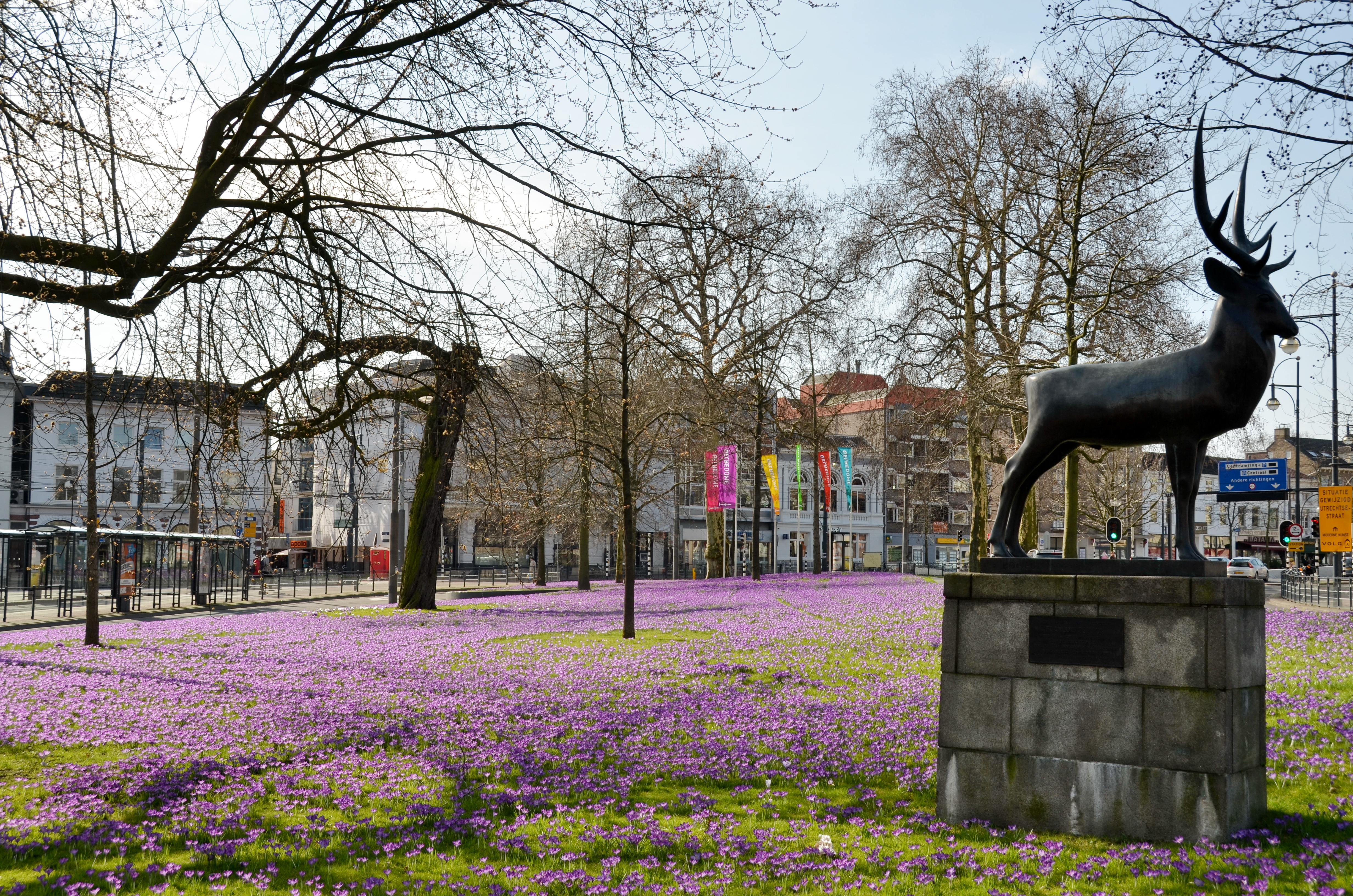
Place Willemsplein.
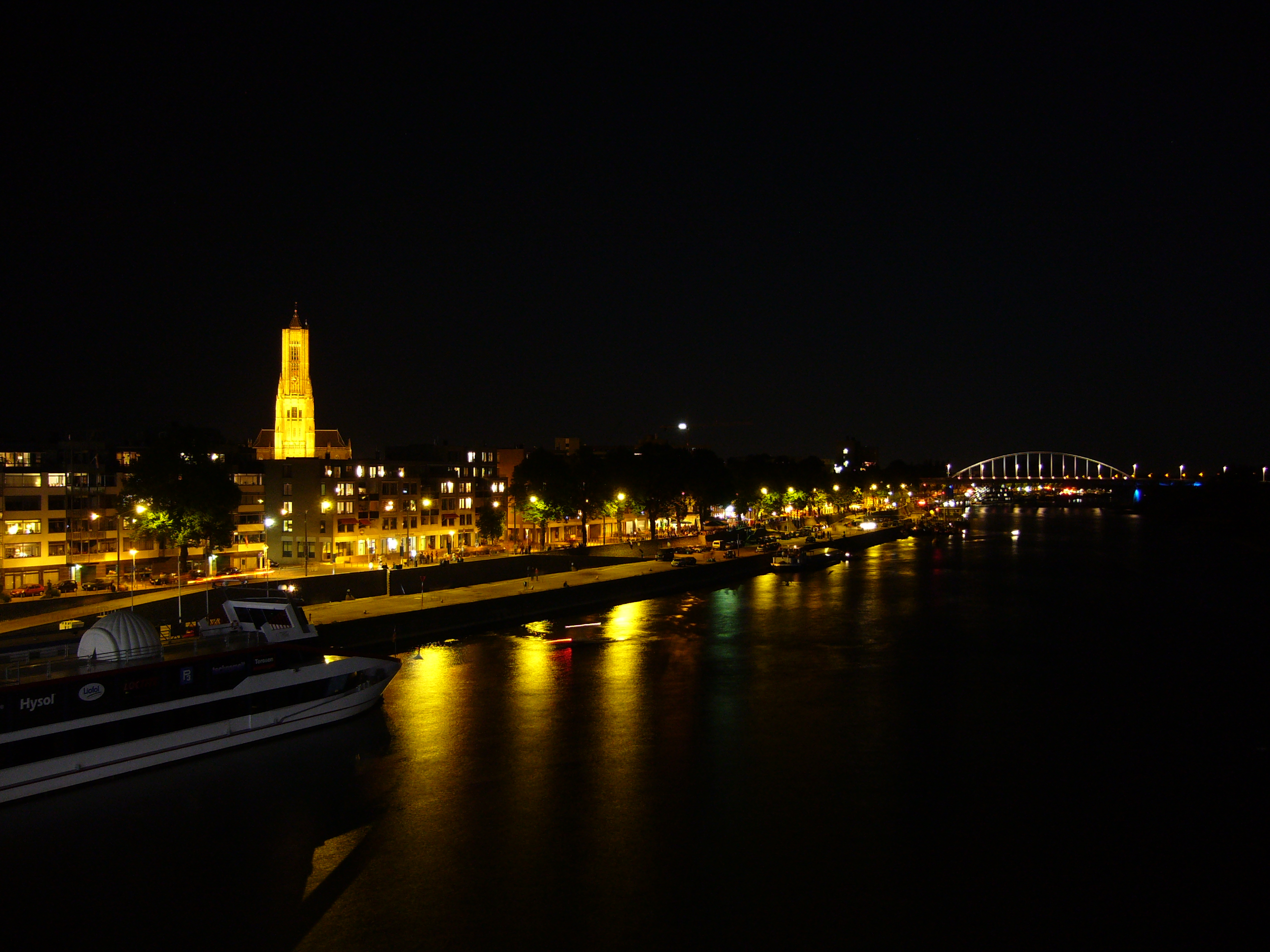
Vue nocturne d'Arnhem.
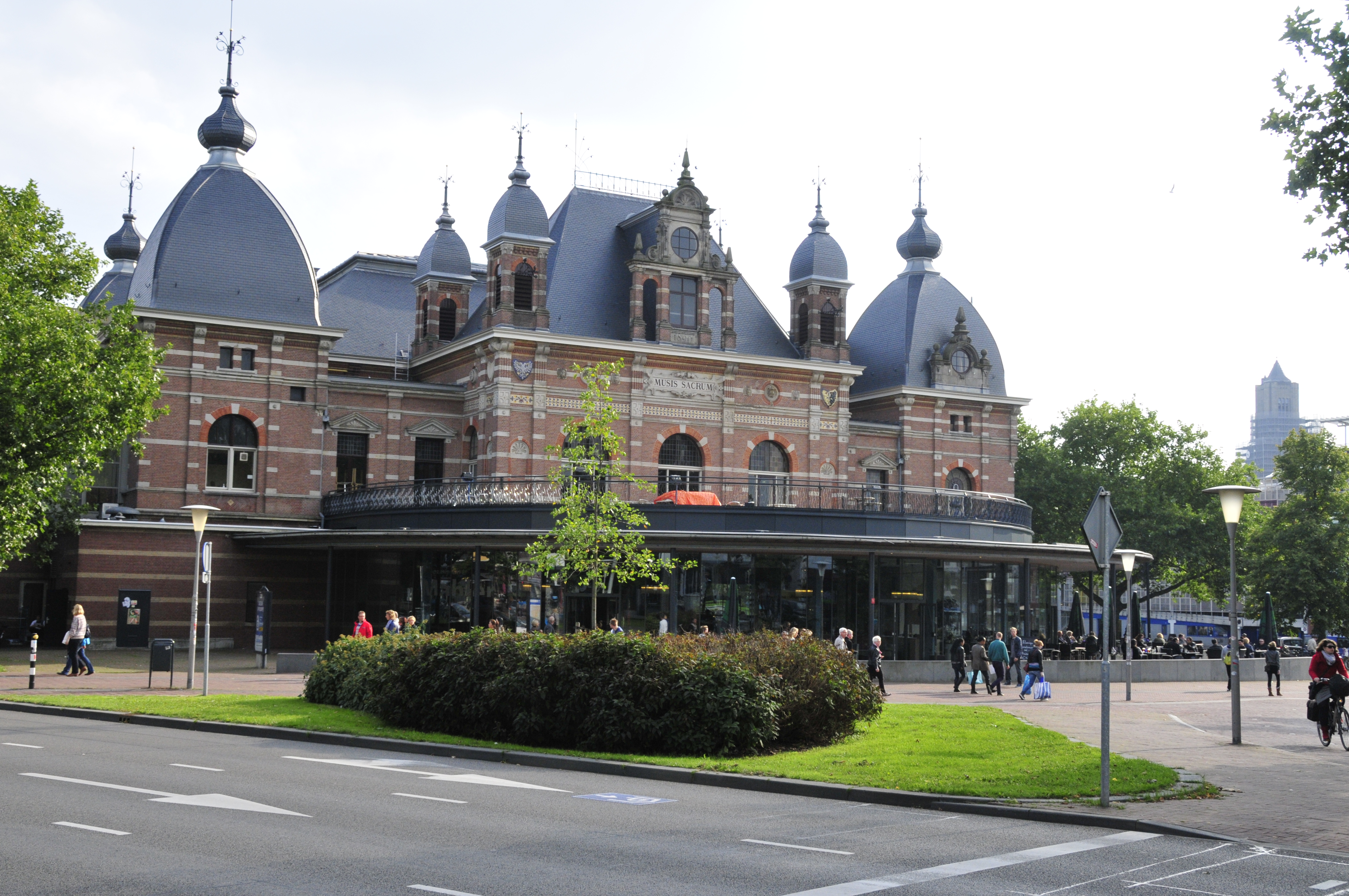
Musis Sacrum.
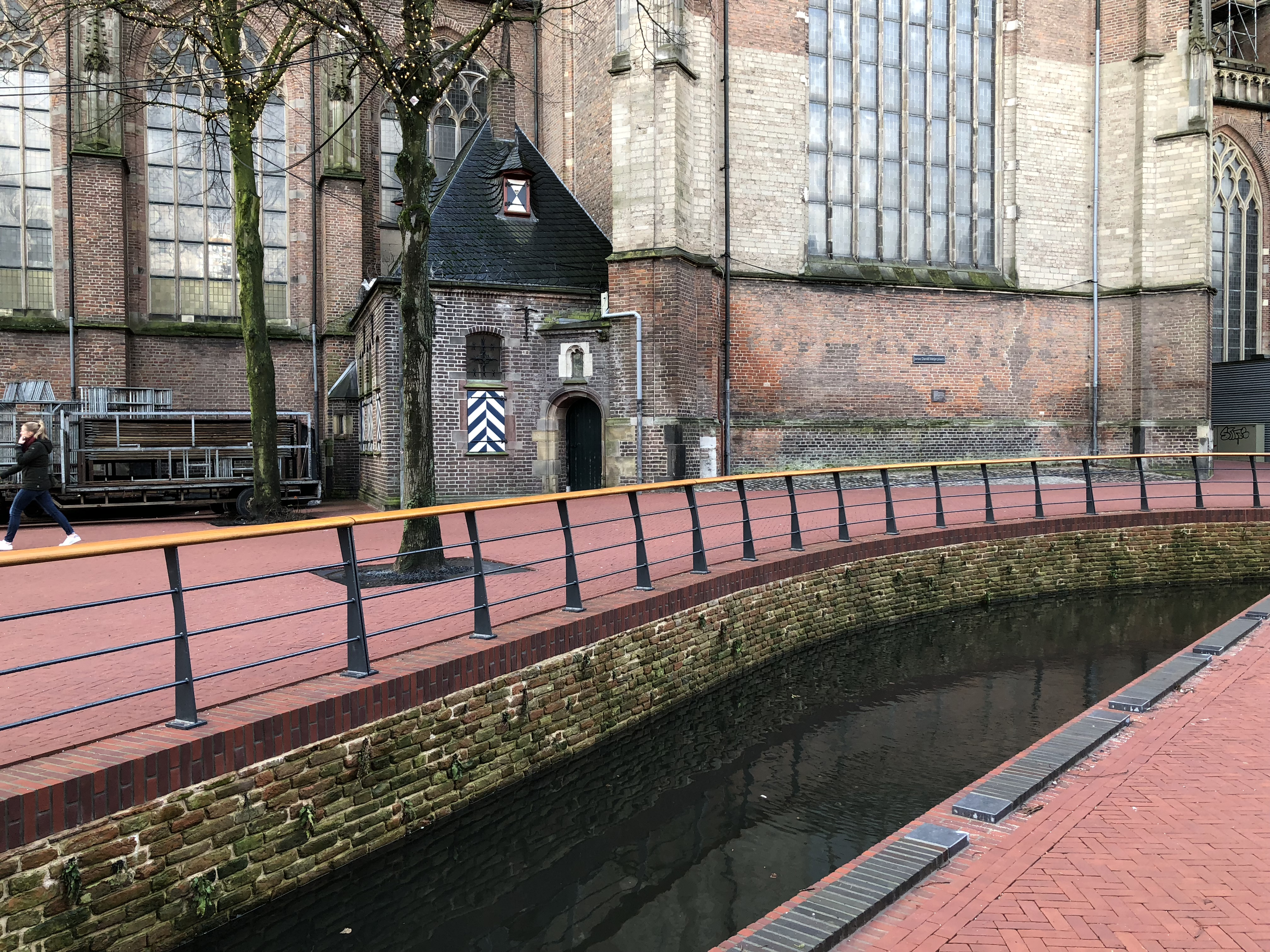
Cours d'eau, le Sint-Jansbeek, traversant la ville.

## Quartier d'affaires

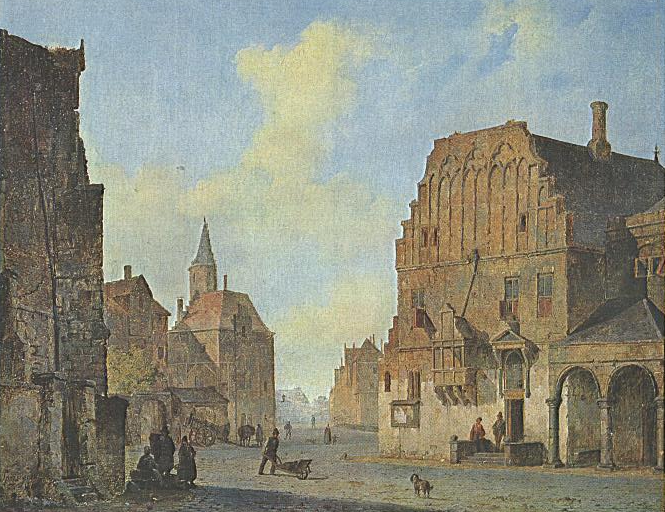
Ancien hôtel de ville d'Arnhem (1840).

Arnhem est la troisième ville des Pays-Bas à avoir reçu son parc d'activité.

## Musées et lieux à visiter

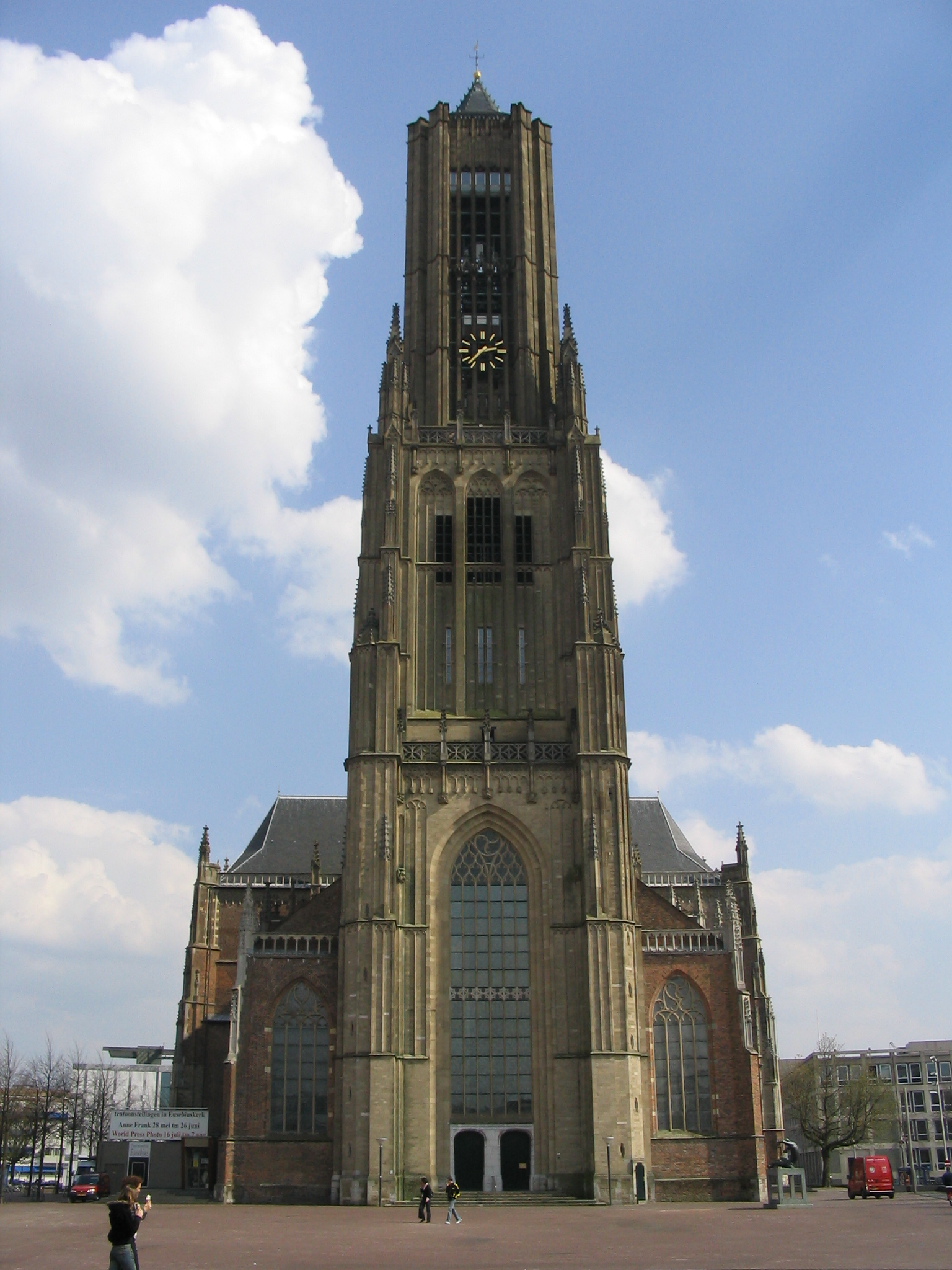
Église Saint-Eusèbe d'Arnhem.

- Basilique Sainte-Walburge d'Arnhem (gothique), aujourd'hui désacralisée, lieu d'expositions et de concerts
- Zoo Burgers (no 85 Schelmseweg)
- Écomusée des Pays-Bas (Nederlands Openluchtmuseum) (no 89 Schelmseweg)
- Musée néerlandais de l'eau, au no 26 – 28 Zijpendaalseweg)
- Musée d'art moderne d'Arnhem au no 87 Utrechtseweg
- Église Saint-Eusèbe d'Arnhem (no 1 Kerkplein)
- Parc de Sonsbeek (Sonsbeeksingel, Zijpendaalseweg)
- Parc et château de Zijpendaal (Zijpendaalseweg)
- 39 caves historiques du XIIIe au XVe siècle (Rijnstraat)
- Bronbeek (Velperweg 147)
- Musée de la Seconde Guerre mondiale d'Arnhem au no 780 de la rue de Kemperberg

## Personnalités liées à Arnhem
- Hetty Blok, cabaretière, actrice et chanteuse ;
- Marion Bloem, écrivain ;
- Johannes Burgers (1895-1981), physicien ;
- Edmond Classen ;
- Ellen Constans, femme politique ;
- Johnny van Doorn (nl) (pseudonyme : Johnny the Selfkicker), poète ;
- Jan Willem Evers (1756-1832), homme politique néerlandais ;
- Adam van Haren (1540 - 1589), un des chefs de la révolte des Gueux ;
- Audrey Hepburn, actrice britannique dont le grand-père maternel Aarnoud van Heemstra a été maire de Arnhem de 1910 à 1920 ;
- Estella Hijmans Hertzveld (1837-1881), écrivaine et poétesse néerlandaise ;
- Antonie Kamerling, acteur et chanteur ;
- Michael Florent van Langren, cosmographe né à Arnhem ;
- Hendrik Lorentz, mathématicien et physicien ;
- Victor Marijnen, ex-premier ministre ;
- Anton Mauve (1838-1888), peintre mort à Arnhem ;
- Anton Sminck Pitloo, peintre né à Arnhem ;
- Noa Pothoven (2001-2019), autrice néerlandaise ;
- Willem van de Sande Bakhuyzen, metteur en scène ;
- Peter van Straaten, dessinateur ;
- Herman Hendrik Vitringa (1757-1801), homme politique néerlandais ;
- Linda Wagenmakers, actrice et chanteuse ;
- Hans van Zeeland, international et entraîneur de waterpolo.
- Herman Gottfried Breijer (1864-1923), naturaliste et muséologue sud-africain.
- Cornelis van Eck (1662-1732), juriste néerlandais.
- Marie "Rie" Cramer (1887-1977), écrivaine et illustratrice prolifique de littérature pour enfants néerlandaise, y a vécu à partir de 1896.

## Sport
- Les Jeux paralympiques d'été de 1980 se sont déroulés à Arnhem.
- Le Vitesse Arnhem est le principal club de football de la ville. Il évolue au Gelredome (d'une capacité de 29 600 places).
- Les championnats d'Europe 2001 de saut d'obstacles se sont déroulés à Arnhem.
- C'est le siège de l'Union royale néerlandaise d'athlétisme (KNAU).
- Le CTO Papendal organise à Arnhem la phase finale de l'EuroCup 3 de basket-ball en fauteuil roulant, fin avril 2014.